# Stavhopp för damer i friidrott vid olympiska sommarspelen 2012
Damernas stavhopp vid olympiska sommarspelen 2012, i London i Storbritannien avgjordes den 4-6 augusti. Först hölls ett kval, och de som klarade kvalgränsen alternativt placerade sig tillräckligt bra fick tävla även i finalen.

## Medaljörer
| Event    | Guld              | Guld              | Silver              | Silver              | Brons                      | Brons                      |
| Stavhopp | Jennifer Suhr USA | Jennifer Suhr USA | Yarisley Silva Kuba | Yarisley Silva Kuba | Jelena Isinbajeva Ryssland | Jelena Isinbajeva Ryssland |

## Program
Tider anges i lokal tid, det vill säga västeuropeisk sommartid (UTC+1).
| Datum                       | Tid   | Omgång |
| --------------------------- | ----- | ------ |
| Lördagen den 4 augusti 2012 | 10:20 | Kval   |
| Måndagen den 6 augusti 2012 | 19:00 | Final  |

## Resultat

### Kval
| Placering | Grupp | Namn                   | Nationalitet   | 4.10 | 4.25 | 4.40 | 4.50 | 4.55 | Resultat | Noteringar |
| --------- | ----- | ---------------------- | -------------- | ---- | ---- | ---- | ---- | ---- | -------- | ---------- |
| 1         | B     | Jelena Isinbajeva      | Ryssland       | –    | –    | –    | o    | o    | 4,55     | q          |
| 1         | A     | Yarisley Silva         | Kuba           | –    | –    | –    | o    | o    | 4,55     | q          |
| 1         | A     | Jennifer Suhr          | USA            | –    | –    | –    | –    | o    | 4,55     | q          |
| 4         | A     | Lisa Ryzih             | Tyskland       | –    | –    | o    | xo   | o    | 4,55     | q          |
| 5         | B     | Anna Rogowska          | Polen          | –    | –    | xo   | xo   | o    | 4.55     | q          |
| 6         | B     | Silke Spiegelburg      | Tyskland       | –    | –    | –    | o    | xo   | 4.55     | q          |
| 7         | A     | Holly Bleasdale        | Storbritannien | –    | –    | xo   | o    | xo   | 4.55     | q          |
| 7         | A     | Vanessa Boslak         | Frankrike      | –    | o    | xo   | o    | xo   | 4.55     | q          |
| 7         | A     | Martina Strutz         | Tyskland       | –    | o    | o    | xo   | xo   | 4.55     | q          |
| 10        | B     | Becky Holliday         | USA            | –    | xo   | xxo  | o    | xo   | 4.55     | q          |
| 11        | A     | Alana Boyd             | Australien     | –    | o    | xxo  | xxo  | xo   | 4.55     | q          |
| 12        | B     | Jiřina Ptáčníková      | Tjeckien       | –    | –    | xo   | xo   | xxo  | 4.55     | q          |
| 13        | B     | Stélla-Iró Ledáki      | Grekland       | xxo  | o    | xo   | o    | xxx  | 4.50     |            |
| 14        | B     | Fabiana Murer          | Brasilien      | –    | –    | –    | xo   | xxx  | 4.50     |            |
| 15        | B     | Lacy Janson            | USA            | –    | o    | o    | xxx  |      | 4.40     |            |
| 15        | A     | Monika Pyrek           | Polen          | –    | o    | o    | xxx  |      | 4.40     |            |
| 17        | A     | Anastasija Sjvedova    | Belarus        | –    | xo   | o    | –    | xxx  | 4.40     |            |
| 18        | A     | Jillian Schwartz       | Israel         | o    | xxo  | o    | xxx  |      | 4.40     |            |
| 19        | A     | Tomomi Abiko           | Japan          | o    | o    | xxx  |      |      | 4.25     |            |
| 19        | A     | Angelica Bengtsson     | Sverige        | –    | o    | xxx  |      |      | 4.25     |            |
| 19        | B     | Mélanie Blouin         | Kanada         | o    | o    | xxx  |      |      | 4.25     |            |
| 19        | B     | Nikoleta Kyriakopoulou | Grekland       | –    | o    | xxx  |      |      | 4.25     |            |
| 19        | A     | Tina Šutej             | Slovenien      | o    | o    | xxx  |      |      | 4.25     |            |
| 24        | A     | Ekateríni Stefanídi    | Grekland       | xo   | o    | xxx  |      |      | 4.25     |            |
| 25        | B     | Nicole Büchler         | Schweiz        | xxo  | o    | xxx  |      |      | 4.25     |            |
| 26        | B     | Kate Dennison          | Storbritannien | –    | xo   | xxx  |      |      | 4.25     |            |
| 26        | B     | Natalija Mazurijk      | Ukraina        | –    | xo   | xxx  |      |      | 4.25     |            |
| 26        | A     | Minna Nikkanen         | Finland        | o    | xo   | xxx  |      |      | 4.25     |            |
| 26        | A     | Anastasia Savtjenko    | Ryssland       | –    | xo   | xxx  |      |      | 4.25     |            |
| 30        | A     | Li Ling                | Kina           | –    | xxo  | xxx  |      |      | 4.25     |            |
| 31        | A     | Choi Yun-Hee           | Sydkorea       | xo   | xxx  |      |      |      | 4.10     |            |
| 31        | A     | Maria Leonor Tavares   | Portugal       | xo   | xxx  |      |      |      | 4.10     |            |
| 33        | B     | Marion Lotout          | Frankrike      | xxo  | xxx  |      |      |      | 4.10     |            |
| 33        | A     | Ganna Sjelech          | Ukraina        | xxo  | –    | xxx  |      |      | 4.10     |            |
| i.u.      | B     | Dailis Caballero       | Kuba           | xxx  |      |      |      |      | NM       |            |
| i.u.      | B     | Svetlana Feofanova     | Ryssland       | –    | –    | xx–  | x    |      | NM       |            |
| i.u.      | B     | Caroline Bonde Holm    | Danmark        | xxx  |      |      |      |      | NM       |            |
| i.u.      | B     | Liz Parnov             | Australien     | xxx  |      |      |      |      | NM       |            |
| i.u.      | B     | Tori Pena              | Irland         | xxx  |      |      |      |      | NM       |            |

### Final
| Placering | Namn              | Nationalitet   | 4.30 | 4.45 | 4.55 | 4.65 | 4.70 | 4.75 | 4.80 | Resultat | Noteringar |
| --------- | ----------------- | -------------- | ---- | ---- | ---- | ---- | ---- | ---- | ---- | -------- | ---------- |
| 1         | Jennifer Suhr     | USA            | –    | –    | o    | –    | o    | xo   | xxx  | 4,75     |            |
| 2         | Yarisley Silva    | Kuba           | –    | xo   | o    | o    | o    | xo   | xxx  | 4,75     | =NR        |
| 3         | Jelena Isinbajeva | Ryssland       | –    | –    | x–   | o    | o    | xx–  | x    | 4,70     |            |
| 4         | Silke Spiegelburg | Tyskland       | –    | –    | o    | o    | x–   | xx   |      | 4,65     |            |
| 5         | Martina Strutz    | Tyskland       | –    | xo   | o    | x–   | xx   |      |      | 4,55     |            |
| 6         | Jiřina Ptáčníková | Tjeckien       | o    | xxo  | xx–  | x    |      |      |      | 4,45     |            |
| 6         | Lisa Ryzih        | Tyskland       | –    | xxo  | xxx  |      |      |      |      | 4,45     |            |
| 6         | Holly Bleasdale   | Storbritannien | –    | xxo  | xxx  |      |      |      |      | 4,45     |            |
| 9         | Becky Holliday    | USA            | xo   | xxo  | xxx  |      |      |      |      | 4,45     |            |
| 10        | Vanessa Boslak    | Frankrike      | xo   | xxx  |      |      |      |      |      | 4,30     |            |
| 11        | Alana Boyd        | Australien     | xxo  | xxx  |      |      |      |      |      | 4,30     |            |
| i.u.      | Anna Rogowska     | Polen          | –    | xxx  |      |      |      |      |      | NM       |            |